# Závozská vrchovina
Závozská vrchovina je geomorfologický podcelek Krupinské planiny. Nejvyšší vrchol podcelku i celé planiny je Kopaný závoz s výškou 775 m n. m. 

## Vymezení
Podcelek zabírá severní, nejvyšší část Krupinské planiny. Severovýchodním směrem leží Javorie s podcelky Javorianska hornatina a Lomnianska vrchovina, ze severozápadu území ohraničuje Pliešovská kotlina. Na západě se Závozské vrchoviny krátkým úsekem dotýkají Štiavnické vrchy podcelkem Skalka a jižním směrem pokračuje planina podcelky Bzovícka pahorkatina a Dačolomská planina.

## Vybrané vrcholy
- Kopaný závoz (775 m n. m.) – nejvyšší vrchol podcelku i planiny
- Ježov vrch (770 m n. m.)
- Poloma (640 m n. m.)

## Doprava
Území je ve východní časti, přibližně po silnici II/527 (Zvolen – Veľký Krtíš), nedostupné. Je součástí VVP Lešť a vjezdy na toto území jsou zejména po čase výcviku zatarasené, příp. hlídané. Západním okrajem vede významný severo-jižní koridor E 77 (Krakov–Budapešť) v trase silnice I/66. V její blízkosti vede i železniční trať Zvolen–Čata.

## Turismus
Východní část Závozské vrchoviny je turisticky nepřístupná, ale atraktivní je jenom úzký pás území na západním okraji v blízkosti údolí Krupinice, kde se nachází národní přírodní rezervace Mäsiarsky bok.